# Asandalum latzeli
Asandalum latzeli är en mångfotingart som först beskrevs av Carl Graf Attems 1927.  Asandalum latzeli ingår i släktet Asandalum och familjen knöldubbelfotingar. Inga underarter finns listade i Catalogue of Life.